# Прапор Валлонії
Прапор Валлонії — офіційний символ бельгійського регіону Валлонія, затверджений 23 липня 1998 року. Прапор являє собою жовте полотнище із зображенням червоного валлонського півня і створений на основі малюнку П'єра Полюса 1913 року.